# Štěpán Habarta
Štěpán Habarta (26. prosince 1878 Kunovice – 17. března 1939 Uherské Hradiště) byl československý politik a meziválečný poslanec Národního shromáždění za Československou živnostensko-obchodnickou stranu středostavovskou.

## Biografie
Profesí byl natěračským mistrem. Bydlel v Uherském Hradišti.
Po parlamentních volbách v roce 1935 se stal poslancem Národního shromáždění. Mandát si podržel do své smrti v březnu 1939, přičemž v prosinci 1938 ještě přestoupil do poslaneckého klubu nově ustavené Strany národní jednoty.

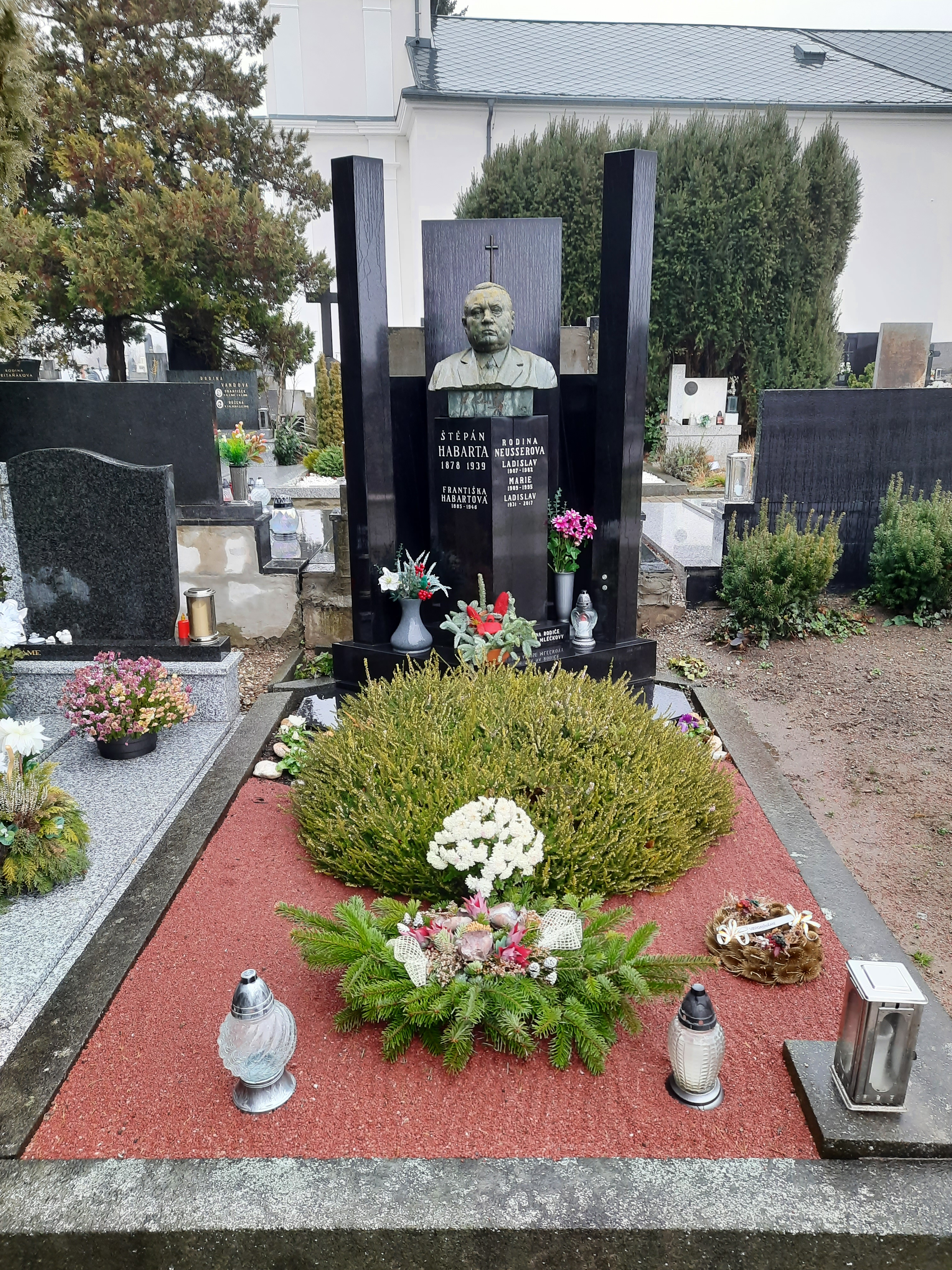
Hrobka Štěpána Habarty na hřbitově v Mařaticích

Zemřel 17. března 1939 v Uherském Hradišti a byl pohřben v rodinné hrobce na hlavním městském hřbitově v Mařaticích.